# Dragan Đukić
Dragan Đukić (magyar átírással Drágán Gyukity, cirill írással Драган Ђукић, 1962. augusztus 9. –) szerb kézilabda edző.

## Pályafutása edzőként

### A kezdetektől az I. szegedi korszak végéig
A 6 nyelven (szerb, horvát, orosz, magyar, portugál, angol) is értő Dragan Đukić,aki 1993 és 2001 között a Szerb Edzőbizottság tagja volt, pályafutása során számos klubcsapatot és válogatottat irányított. Az 1995-ben Újvidéken, kézilabda-edzői főiskolát végzett szakember, 1986 és 2001 között főleg a jugoszláv utánpótlás-nevelésben tevékenykedett, számos korosztályos junior-válogatottat illetve ifjúsági klubcsapatot irányított. Olyan híres játékosok kerültek ki a kezei alól, mint Ivan Lapčević, Danijel Anđelković vagy éppen Ratko Đurković. Đukić első csapata az aleksandrovaci RK Župa volt, amelyet egy kisebb megszakítást leszámítva (1993 és 1994 között a šabaci Metaloplastika vezetőedzője), 1986 és 1995 között irányított. 1986-ban egy krízisben levő klubot vett át elődjétől Dragan, amelyből a játékosok nagy része távozott. Feladata egy új, sikeres generáció felépítése volt, amely versenyképes lehet a hazai porondon. Az új nemzedék tagjai közül néhányan a jugoszláv illetve szerb válogatottak ifjúsági, később felnőtt nemzeti csapatának kézilabdázóivá váltak. Azonban a legtehetségesebb játékosok sajnos gyorsan elhagyták a župai klubot. Egyesek a továbbtanulás miatt hagyták ott nevelőegyesületüket, míg mások a rivális klubok jobb lehetőségei és ajánlatai következtében inkább a nagyobb kézilabda centrumok, mint például Šabac, Kragujevac, Valjevo, Sremska Mitrovica és Pančevo felé vették az irányt. Mindenezek ellenére sikerült egy olyan csapatot felépítenie Đukićnak, amellyel jugoszláv és szerb junior bajnok lett (1991-ben szerb junior arany- és jugoszláv junior bronzérmet, 1993-ban pedig szerb junior és jugoszláv junior aranyérmet nyert). E felnövő generáció legnagyobb sikerét 1995. június 4-én érte el, amikor is Dragan Đukić irányításával megnyerte a Jugoszláv Szövetségi Köztársaság férfi kézilabda-bajnokságának másodosztályát, s a következő évben az első osztályban szerepelhetett. E hatalmas diadalt követően a jugoszláv edző az RK Kolubara Lazerevac csapatának irányítását vette át. E gárdát Đukić a másodosztályban „vezette". Tevékenysége alatt „megfiatalította” a lazarevaci gárdát, s e mellett a másodosztályban tartotta azt. A sok fiatal tehetségre azonban, mint ahogy azt korábbi munkaadójánál is megtapasztalhatta azt Dragan, szemet vetettek a gazdagabb, első osztályú jugoszláv klubok, ami a lazarevaciak sorsát megpecsételte. Đukić és az ifjú játékosok távoztával a Kolubara több évre alacsonyabb osztályba került. Mégis 1997-ben sikerült a Kolubaraval 1997-ben egy szerb ifjúsági ezüstérmet, valamint jugoszláv 5. helyezést elérnie. Ezután egy női klub, a ŽRK Napredak Kruševac, szakmai vezetését vette át a jugoszláv tréner, amellyel jugoszláv bajnoki bronzérmes lett az 1997/1998-as idényben, valamint jugoszláv elődöntőbe jutott a nemzeti kupasorozatban. Nemzetközi kupa-sorozatban is szerepelt e csapattal, a City-kupában. Ezután 1 idényre a szabadkai Sever, majd 1 évadra a Crvena Zvezda alakulatának szakmai feladataiért volt felelős Đukić. Ez utóbbi gárda ifjúsági csapatával 1. helyezett lett Szerbiában az 1999-es esztendőben, majd második lett Jugoszláviában 2000-ben.
Ugyanezen évben egy kisebb kitérő következett, hét hónapon keresztül Jordánia szövetségi kapitányaként dolgozott a szerbiai edző. A jordán nemzeti válogatottal 5. helyezést ért el az Ázsiai Férfi Kézilabda-Bajnokságon, valamint ugyancsak 5. lett az Arab Játékokon.
Valamennyi klubcsapat közül kiemelkedik a Pick Szeged, amelyet a délszláv tréner pályafutása során kétszer is irányíthatott. Első alkalommal 2000. decembere és 2003 között ült a csongrádiak kispadján. Ez idő alatt a Pick 2001-ben egy bajnoki bronzérmet, 2002-ben és 2003-ban pedig 2-2 ezüstérmet nyert a magyar bajnokságban, valamint a magyar kupában . Az Európai Kézilabda-szövetség által kiírt sorozatokban nem nyújtott maradandót a szegedi csapat, de a MEHL-kupában (Közép-európai férfiliga, amelyben 12 csapat szerepelt a volt Jugoszlávia területéről és Magyarországról) aranyérmes lett a csongrádi alakulat.
2003-ban mindezek ellenére nem hosszabbítottak szerződést Đukićtyal. 2002-ben Đukićot az év edzőjének választották Magyarországon.

### A macedón sikerkorszak
A szerb mester nem maradt sokáig munka nélkül. A macedón bajnok, RK Vardar Skopje 2003 júliusában már szerződtette is őt azonnal. Az első, 2003/2004-es, idény sikerrel zárult Đukić számára. Mind a bajnoki, mind pedig a kupaarany a patinás macedón csapat vitrinjébe került. Nemzetközi porondon viszont nem termett sok babér a délszlávoknak. 6 BL-mérkőzésből 6 vereség született. A következő, 2004/2005-ös idény épp a megelőző szezon „fordítottja volt". A szerb edző elődöntőig vezette csapatát a KEK-ben, ami önmagában is fantasztikus eredmény volt a macedónok számára. A hazai bajnokságban azonban elváráson alul teljesítettek a Đukić-tanítványok. Esély sem volt arra, hogy a csapat megvédje bajnoki, valamit kupa-címét. A csapat nem sokkal a bajnokság befejezése előtt a 4. helyen állt, amely csak a leggyengébb nemzetközi kupasorozatban, a Challenge-kupában, való indulásra jogosította fel a vardariakat. Ez, a klub játékos-állományát, valamint a gárda múltját tekintve, katasztrofális eredmény volt. 10 éve nem szerepelt olyan rosszul a fővárosi csapat, mint a 2004/2005-ös idényben. Addig maximum 2-2 vereség „csúszott” be idényenként, de abban a szezonban már 5-ször is kikaptak a szkopjeiek 1 döntetlen eredmény mellett. A Vezetőség kedvtelen, letargiában levő játékosokat látott, akik küzdőszellem nélkül lépnek pályára. A vezetők emiatt edzőváltásra szánták el magukat, mivel Đukić szerintük már nem tudta felrázni tespedtségéből a széteső csapatot, s nem tudta játékosainak visszaadni a győztes mentalistást. Közel 2 évnyi munkát követően a szerb edző 1 bajnoki valamint 1 kupa-győzelemmel távozott Macedóniából. 2003 augusztusában Đukićot megválasztották a macedón felnőtt férfi kézilabda-válogatott vezetőedzőjének is. Bő 1 évig irányíthatta a balkáni ország nemzeti válogatottját, amellyel összesen 20 mérkőzést vívott meg. Mérlege a csapattal: 8 győzelem, 1 döntetlen és 11 vereség volt. Legfontosabb feladata, a nemzeti válogatott élén az volt, hogy a macedónokat kivezesse a 2005-ös tunéziai világbajnokságra. Ez sajnos nem sikerült. Habár a selejtező első körében sikerült Belgiumot és Finnországot megelőzni, a pótselejtezőn egy veretesebb ellenfél következett. Đukićnak a szülőhazájával, Szerbia és Montenegróval, kellett megküzdeni a kijutásért. Hazai pályán helyt is álltak a macedónok, mindössze 1 góllal bizonyult jobbnak az északi szomszéd. Idegenben viszont 8 góllal maradtak alul a Đukić-tanítványok. A 2004-es esztendő végén a szerb mester lemondott posztjáról, s az Ibériai-félsziget felé vette az irányt.

### A portugál kitérő
A 2005/2006-os idényben Dragan Portugáliában vállalt munkát. A Madeira Andebol SAD férfi kézilabda-csapatának vezetőedzője lett 1 bajnoki évadra. Új csapatát nyolcaddöntőig vezette az EHF-kupában, ahol csak nagy csatában szenvedett két szoros vereséget a dán Gudmétől.

### A svájci kapitányság
2006 júliusában Đukićot a svájci felnőtt férfi kézilabda-válogatott irányításával bízták meg. A Svájci Kézilabda Szövetség 2 éves szerződést kötött a szerb edzővel. Szerződését ki is töltötte a szerb mester, egészen 2008. július 31-ig vezethette az alpesi ország legjobbjait.
Đukić 2 selejtező-sorozaton át irányította a svájciak legjobbjait. A 2008-as Európa-bajnokságra való kijutásért először Törökország, Olaszország és Litvánia ellen kellett felvennie a küzdelmet. A svájciak valamennyi mérkőzésüket megnyerték ezen csapatok ellen, így pótselejtezőt játszhattak Fehéroroszországgal az EB-részvételért. A szlávok azonban összesítésben 7 góllal jobbnak bizonyultak, így a fehéroroszok vehettek részt a kontinenstornán. A következő fontosabb világesemény a 2009-es világbajnokság volt. Első körben ismét könnyű ellenfelek jutottak a Đukić-tanítványoknak, Olaszország és Belgium. E 2 csapat nem jelentett komolyabb akadályt az alpesi ország válogatottjának, így egy újabb pótselejtező következhetett. A sorsolásnál azonban a szerencse nem állt a svájciak mellett, hiszen a kiváló, 2007-ben vb-döntőt játszó, lengyel csapat jutott nekik ellenfélül. Hazai pályán 2 gólos győzelmet arattak az alpesi ország kiválóságai, amit idegenben egy 8 gólos vereség követett. A svájciaknak így ismét „otthon kellett maradniuk”. Ezt követően a szerb edző távozott posztjáról, utódja Goran Perkovac lett.

### Nagy-Britannia és egy újabb szegedi esély
2009 júniusában szövetségi kapitányt kerestek a brit nemzeti csapat élére, miután Carsten Albrektsen lemondott posztjáról. A dán edző döntése nem volt véletlen, hiszen a Brit Kézilabda Szövetség költségvetését éppen abban az időszakban csökkentették kevesebb, mint a felére. A britek egy olyan szakembert kerestek utódul, aki képes a 2012-es londoni Olimpiára egy ütőképes nemzeti válogatottat létrehozni. A szövetség vezetőinek választása Đukićra esett. A szerb edzőnek rendkívül nehéz feladata volt, hiszen a szigetországi válogatott 1984 után 2006 év végén alakult újjá, s 2007 januárjában játszotta újraszervezése utáni első mérkőzését. Nyilván a szerb edzőnek 3 év nem volt elegendő ahhoz, hogy egy, az Olimpián szereplő, a világ elitjéhez tartozó válogatottat legyőzzön, hanem a tisztes helytállás volt a reális feladat. A délszláv edző regnálása alatt a brit nemzeti csapat nem jutott ki nemzetközi világversenyekre, egyedül az Olimpián vehetett részt, mint házigazda. Az Olimpiai tornán csoportjában, 5 vereséget elkönyvelve, az utolsó helyen végzett a szigetországi csapat. Đukić összesen 50 mérkőzésen irányította a briteket a 3 év során, mielőtt távozott volna az izlandi olimpiai mérkőzést követően, az angolszász válogatott éléről. A szerb edző büszkének és boldognak nevezte magát, hogy részt vehetett az általa legjobbnak ítélt Olimpián, mint a házigazda szövetségi kapitánya.
2012. szeptemberétől immáron egy újabb válogatott, Izrael szakmai munkáját irányítja Dragan Đukić.
Közben 2009 októberében, volt csapatánál, a Pick Szegednél menesztették Vladan Matić vezetőedzőt. A délszláv szakember újra képbe került a csongrádiaknál, mint lehetséges jelölt. A tárgyalások nem tartottak sokáig, gyors döntés született a Pick vezetőedzői posztjáról. Október 25-én Dragan újra visszatért Szegedre, s két és fél éves szerződést kötött a szegediekkel. Novemberben kezdett neki a munkának, s bár a Bajnokok Ligájában nem jutott tovább csapatával, a Magyar Kupa-döntőben egy emlékezetes meccsen, csak hétméteresekkel veszített a Pick a Veszprémmel szemben. Csapatát, a sok sérült dacára, újra a döntőig vezette a 2009/2010-es idényben.
Mindezek ellenére, második szegedi edzősködése sajnos nemcsak ezen eredményekről marad emlékezetes. 2010-ben a gazdasági világválság miatt, a szegedi kézilabdacsapat megszorításokra kényszerült, s a Vezetőség csökkenteni kívánta a szerb szakember fizetését.
A tárgyalások hosszú hetekig folytak, kevés eredménnyel. 2010. április 28-án a szegedi kézilabdacsapat hivatalos honlapja közölte a hírt, hogy a délszláv edző az idény végén távozik a Pick Szegedtől. A szerb edző távoztával gyakorlatilag egy korszak zárult le a szegedi gárda életében, hiszen 2010 nyarán a játékosok közel 2/3-a is elhagyta a csongrádi alakulatot.

## Edzői pályafutásának főbb állomásai

### Nemzeti válogatottak
- Szerbia U-18 férfi nemzeti válogatottjának vezetőedzője (1987 – 1993)
- Jugoszlávia U-18 férfi nemzeti válogatottjának vezetőedzője (1993 – 1995)
- Szerbia U-20 férfi nemzeti válogatottjának vezetőedzője (1995 – 2001)
- Jordánia férfi nemzeti válogatottjának vezetőedzője (2000. április – 2000. október)
- Macedónia férfi nemzeti válogatottjának vezetőedzője (2003. augusztus - 2004. október)
- Svájc férfi nemzeti válogatottjának vezetőedzője (2006. augusztus 1. - 2008. július 31.)
- Nagy-Britannia férfi nemzeti válogatottjának vezetőedzője (2009. június 10. - 2012. augusztus 31.)
- Izrael férfi nemzeti válogatottjának vezetőedzője (2012. szeptember 1. -)

### Klubcsapatok
- RK Župa Aleksandrovac (ma szerb) férfi kézilabda-csapatának vezetőedzője (1986-1993, 1994-1995)
- RK Metaloplastika Šabac (ma szerb) férfi kézilabda-csapatának vezetőedzője (1993-1994)
- RK Kolubara Lazarevac (ma szerb) férfi kézilabda-csapatának vezetőedzője (1995-1997)
- ŽRK Napredak Kruševac (ma szerb) női kézilabda-csapatának vezetőedzője (1997-1998)
- RK Sever Subotica (ma szerb) férfi kézilabda-csapatának vezetőedzője (1998-1999)
- RK Crvena Zvezda (ma szerb) férfi kézilabda-csapatának vezetőedzője (1999-2000)
- Pick Szeged férfi kézilabda-csapatának vezetőedzője (2000. december - 2003. június 30. és 2009. november 1. - 2010. május 31.)
- RK Vardar Skopje (macedón) férfi kézilabda-csapatának vezetőedzője (2003. július 17. - 2005. április 19.)
- Madeira Andebol SAD (portugál) férfi kézilabda-csapatának vezetőedzője (2005-2006-os bajnoki évad)

## Eredményei edzőként

### Župa Aleksandrovac
- - 1 jugoszláv bajnoki másodosztály aranyérem: 1994/1995
  - 1 jugoszláv junior bajnoki aranyérem: 1993
  - 1 jugoszláv junior bajnoki bronzérem: 1991
  - 2 szerb junior bajnoki aranyérem: 1991; 1993

### Kolubara Lazarevac
- - 1 szerb junior bajnoki ezüstérem: 1997

### Crvena Zvezda
- - 1 jugoszláv junior bajnoki ezüstérem: 2000
  - 1 szerb junior bajnoki aranyérem: 1999

### Napredak Kruševac
- - 1 jugoszláv bajnoki bronzérem: 1997/1998

### Pick Szeged
- - 1 MEHL-kupa (Közép-európai férfiliga) aranyérem: 2002/2003
  - 3 magyar bajnoki ezüstérem: 2001/2002; 2002/2003; 2009/2010
  - 1 magyar bajnoki bronzérem: 2000/2001
  - 3 magyar kupa ezüstérem: 2001/2002; 2002/2003; 2009/2010

### Vardar Szkopje
- - 1 macedón bajnoki aranyérem: 2003/2004
  - 1 macedón kupa aranyérem: 2003/2004

## Díjai, elismerései
- Az év jugoszláv edzője [ifjúsági kategóriában] (1993)
- Az év edzője Aleksandrovacban (1995)
- Az év edzője Lazerevacban (1997)
- Az évszázad edzője a župai régióban (2000)
- Az év edzője Szegeden és a dél-magyarországi régióban (2002)

## Đukić eddigi nemzetközi tétmérkőzései csapataival

### Macedónia[36]
| Időpont          | Helyszín      | Mérkőzés típusa         | Ellenfél              | Félidei eredmény | Végeredmény |
| ---------------- | ------------- | ----------------------- | --------------------- | ---------------- | ----------- |
| 2004. január 15. | Aalter (Gent) | 2005-ös Vb-selejtező    | Belgium               | 14-11            | 29-21       |
| 2004. január 18. | Szkopje       | 2005-ös Vb-selejtező    | Belgium               | 20-11            | 36-27       |
| 2004. január 21. | Szkopje       | 2005-ös Vb-selejtező    | Finnország            | 17-14            | 36-30       |
| 2004. január 25. | Turku         | 2005-ös Vb-selejtező    | Finnország            | 13-13            | 30-30       |
| 2004. május 30.  | Szkopje       | 2005-ös Vb-pótselejtező | Szerbia és Montenegró | 9-11             | 21-22       |
| 2004. június 6.  | Lazarevac     | 2005-ös Vb-pótselejtező | Szerbia és Montenegró | 11-18            | 29-37       |

### Svájc[37]
| Időpont          | Helyszín   | Mérkőzés típusa         | Ellenfél         | Félidei eredmény | Végeredmény |
| ---------------- | ---------- | ----------------------- | ---------------- | ---------------- | ----------- |
| 2007. január 3.  | Bern       | 2008-as Eb-selejtező    | Törökország      | 14-11            | 32-21       |
| 2007. június 7.  | Adana      | 2008-as Eb-selejtező    | Törökország      | 16-10            | 25-24       |
| 2007. június 10. | Brixen     | 2008-as Eb-selejtező    | Olaszország      | 16-12            | 34-26       |
| 2007. június 13. | Aarau      | 2008-as Eb-selejtező    | Olaszország      | 13-6             | 27-21       |
| 2007. június 17. | Alytus     | 2008-as Eb-selejtező    | Litvánia         | 18-16            | 35-30       |
| 2007. június 21. | St. Gallen | 2008-as Eb-selejtező    | Litvánia         | 16-13            | 33-29       |
| 2007. június 9.  | Breszt     | 2008-as Eb-pótselejtező | Fehéroroszország | 12-15            | 24-33       |
| 2007. június 17. | Sursee     | 2008-as Eb-pótselejtező | Fehéroroszország | 13-11            | 30-28       |
| 2008. január 3.  | Arosa      | 2009-es Vb-selejtező    | Belgium          | 19-13            | 44-31       |
| 2008. január 5.  | Tongeren   | 2009-es Vb-selejtező    | Belgium          | 18-11            | 36-28       |
| 2008. január 16. | Trieszt    | 2009-es Vb-selejtező    | Olaszország      | 14-11            | 27-27       |
| 2008. január 20. | Aarau      | 2009-es Vb-selejtező    | Olaszország      | 16-15            | 29-27       |
| 2008. június 8.  | Kielce     | 2009-es Vb-pótselejtező | Lengyelország    | 12-15            | 24-32       |
| 2008. június 14. | St. Gallen | 2009-es Vb-pótselejtező | Lengyelország    | 11-9             | 24-22       |

### Nagy-Britannia[38]
| Időpont            | Helyszín        | Mérkőzés típusa         | Ellenfél            | Félidei eredmény | Végeredmény |
| ------------------ | --------------- | ----------------------- | ------------------- | ---------------- | ----------- |
| 2010. január 15.   | Vantaa          | 2011-es Vb-előselejtező | Románia             | 11-23            | 27-36       |
| 2010. január 16.   | Vantaa          | 2011-es Vb-előselejtező | Bosznia-Hercegovina | 12-17            | 19-44       |
| 2010. január 17.   | Vantaa          | 2011-es Vb-előselejtező | Finnország          | 13-17            | 21-35       |
| 2010. június 10.   | London          | 2012-es Eb-előselejtező | Ciprus              | 9-7              | 16-24       |
| 2010. június 11.   | London          | 2012-es Eb-előselejtező | Észtország          | 13-18            | 26-35       |
| 2010. június 12.   | London          | 2012-es Eb-előselejtező | Bulgária            | 14-16            | 33-32       |
| 2011. november 2.  | London          | 2013-as Vb-előselejtező | Izrael              | 14-16            | 26-29       |
| 2011. november 6.  | Rishion Le Zion | 2013-as Vb-előselejtező | Izrael              | 13-13            | 20-29       |
| 2012. január 5.    | Tulln           | 2013-as Vb-előselejtező | Ausztria            | 8-19             | 22-37       |
| 2012. január 8.    | London          | 2013-as Vb-előselejtező | Ausztria            | 13-17            | 24-40       |
| 2012. június 8.    | Bari            | 2014-es Eb-előselejtező | Svájc               | 12-16            | 21-38       |
| 2012. június 9.    | Bari            | 2014-es Eb-előselejtező | Görögország         | 13-21            | 30-35       |
| 2012. június 10.   | Bari            | 2014-es Eb-előselejtező | Olaszország         | 11-14            | 26-29       |
| 2012. július 29.   | London          | Olimpia 2012            | Franciaország       | 7-21             | 15-44       |
| 2012. július 31.   | London          | Olimpia 2012            | Svédország          | 10-24            | 19-41       |
| 2012. augusztus 2. | London          | Olimpia 2012            | Argentína           | 11-16            | 21-32       |
| 2012. augusztus 4. | London          | Olimpia 2012            | Tunézia             | 8-14             | 17-34       |
| 2012. augusztus 6. | London          | Olimpia 2012            | Izland              | 15-18            | 24-41       |

### Pick Szeged[39]
| Szezon    | Kupasorozat     | Forduló     | Időpont            | Helyszín    | Hazai csapat         | Vendég csapat        | Eredmény      |
| --------- | --------------- | ----------- | ------------------ | ----------- | -------------------- | -------------------- | ------------- |
| 2000–2001 | EHF-kupa        | 1/4         | 2001. február 24.  | Szeged      | Pick Szeged          | Bidasoa Irun         | 28-27 (15-11) |
|           |                 | 1/4         | 2001. március 3.   | Irun        | Bidasoa Irun         | Pick Szeged          | 26-23 (15-11) |
| 2001–2002 | EHF-kupa        | 3. kör      | 2001. november 10. | Szeged      | Pick Szeged          | BM. Galdar           | 33-28 (18-11) |
|           |                 | 3. kör      | 2001. november 17. | Galdar      | BM. Galdar           | Pick Szeged          | 36-30 (19-13) |
| 2002–2003 | KEK             | 3. kör      | 2002. november 9.  | Emmen       | De Groot Groep E&O   | Pick Szeged          | 26-31 (14-15) |
|           |                 | 3. kör      | 2002. november 17. | Szeged      | Pick Szeged          | De Groot Groep E&O   | 31-21 (16-11) |
|           |                 | 4. kör      | 2002. december 8.  | Szeged      | Pick Szeged          | Tatran Presov        | 36-22 (15-13) |
|           |                 | 4. kör      | 2002. december 14. | Presov      | Tatran Presov        | Pick Szeged          | 25-30 (10-14) |
|           |                 | 1/4         | 2003. március 1.   | Lemgo       | TBV Lemgo            | Pick Szeged          | 40-32 (20-12) |
|           |                 | 1/4         | 2003. március 9.   | Szeged      | Pick Szeged          | TBV Lemgo            | 30-34 (15-16) |
| 2009-2010 | Bajnokok Ligája | Csoport-kör | 2009. november 8.  | Szeged      | Pick Szeged          | Pevafersa Valladolid | 23-30 (12-15) |
|           |                 | Csoport-kör | 2009. november 15. | Montpellier | Montpellier HB       | Pick Szeged          | 30-23 (13-10) |
|           |                 | Csoport-kör | 2009. november 22. | Szeged      | Pick Szeged          | Montpellier HB       | 26-33 (15-16) |
|           |                 | Csoport-kör | 2010. február 10.  | Pylaia      | A.C. PAOK            | Pick Szeged          | 27-26 (17-17) |
|           |                 | Csoport-kör | 2010. február 20.  | Chekhov     | Chekhovskie Medvedi  | Pick Szeged          | 39-30 (20-12) |
|           |                 | Csoport-kör | 2010. február 27.  | Valladolid  | Pevafersa Valladolid | Pick Szeged          | 35-35 (13-19) |
|           |                 | Csoport-kör | 2010. március 7.   | Szeged      | Pick Szeged          | HCM Constanta        | 35-25 (14-17) |

### Vardar Szkopje[40]
| Szezon    | Kupasorozat     | Forduló     | Időpont            | Helyszín      | Hazai csapat            | Vendég csapat           | Eredmény      |
| --------- | --------------- | ----------- | ------------------ | ------------- | ----------------------- | ----------------------- | ------------- |
| 2003-2004 | Bajnokok Ligája | Csoport-kör | 2003. október 12.  | Szkopje       | Vardar Szkopje          | SC Magdeburg            | 28-30 (11-14) |
|           |                 | Csoport-kör | 2003. október 18.  | Barcelona     | FC Barcelona            | Vardar Szkopje          | 41-19 (19-8)  |
|           |                 | Csoport-kör | 2003. november 9.  | Hafnarfjördur | Haukar Hafnarfjördur    | Vardar Szkopje          | 34-33 (17-16) |
|           |                 | Csoport-kör | 2003. november 16. | Szkopje       | Vardar Szkopje          | FC Barcelona            | 27-35 (16-14) |
|           |                 | Csoport-kör | 2003. november 23. | Magdeburg     | SC Magdeburg            | Vardar Szkopje          | 38-24 (18-11) |
|           |                 | Csoport-kör | 2003. november 30. | Szkopje       | Vardar Szkopje          | Haukar Hafnarfjördur    | 26-32 (10-15) |
| 2004-2005 | Bajnokok Ligája | Csoport-kör | 2004. október 9.   | Barcelona     | FC Barcelona            | Vardar Szkopje          | 31-22 (16-12) |
|           |                 | Csoport-kör | 2004. október 16.  | Szkopje       | Vardar Szkopje          | Pick Szeged             | 24-24 (9-10)  |
|           |                 | Csoport-kör | 2004. október 23.  | Constanta     | HCM Constanta           | Vardar Szkopje          | 25-26 (14-15) |
|           |                 | Csoport-kör | 2004. október 30.  | Szeged        | Pick Szeged             | Vardar Szkopje          | 25-18 (13-8)  |
|           |                 | Csoport-kör | 2004. november 6.  | Szkopje       | Vardar Szkopje          | FC Barcelona            | 12-26 (8-15)  |
|           |                 | Csoport-kör | 2004. november 13. | Szkopje       | Vardar Szkopje          | HCM Constanta           | 22-22 (7-10)  |
| 2004–2005 | KEK             | 1/8         | 2004. december 4.  | Koppenhága    | FCK Handbold Kopenhagen | Vardar Szkopje          | 28-29 (16-12) |
|           |                 | 1/8         | 2004. december 11. | Szkopje       | Vardar Szkopje          | FCK Handbold Kopenhagen | 27-23 (13-10) |
|           |                 | 1/4         | 2005. március 5.   | Szkopje       | Vardar Szkopje          | Medvesčak Zagreb        | 36-20 (17-13) |
|           |                 | 1/4         | 2005. március 12.  | Zágráb        | Medvesčak Zagreb        | Vardar Szkopje          | 26-31 (6-17)  |
|           |                 | 1/2         | 2005. április 3.   | Szkopje       | Vardar Szkopje          | RK Zagreb               | 23-21 (10-11) |
|           |                 | 1/4         | 2005. április 10.  | Zágráb        | RK Zagreb               | Vardar Szkopje          | 34-26 (16-11) |

### Madeira Andebol SAD[41]
| Szezon    | Kupasorozat | Forduló | Időpont            | Helyszín | Hazai csapat        | Vendég csapat       | Eredmény      |
| --------- | ----------- | ------- | ------------------ | -------- | ------------------- | ------------------- | ------------- |
| 2005–2006 | EHF-kupa    | 2. kör  | 2005. október 1.   | Madeira  | Madeira Andebol SAD | Pallamano Trieste   | 27-22 (15-13) |
|           |             | 2. kör  | 2005. október 8.   | Trieszt  | Pallamano Trieste   | Madeira Andebol SAD | 27-26 (13-10) |
|           |             | 3. kör  | 2005. november 5.  | Ormoz    | RK Jeruzalem Ormoz  | Madeira Andebol SAD | 28-28 (12-12) |
|           |             | 3. kör  | 2005. november 12. | Madeira  | Madeira Andebol SAD | RK Jeruzalem Ormoz  | 26-25 (16-14) |
|           |             | 1/8     | 2005. december 3.  | Gudme    | GOG Svendborg Gudme | Madeira Andebol SAD | 35-32 (15-17) |
|           |             | 1/8     | 2005. december 11. | Madeira  | Madeira Andebol SAD | GOG Svendborg Gudme | 32-34 (15-15) |